# El Cuajilote, Puente Nacional
El Cuajilote är en ort i Mexiko.   Den ligger i kommunen Puente Nacional och delstaten Veracruz, i den sydöstra delen av landet, 270 km öster om huvudstaden Mexico City. El Cuajilote ligger 161 meter över havet och antalet invånare är 258.
Terrängen runt El Cuajilote är platt österut, men västerut är den kuperad. El Cuajilote ligger nere i en dal. Runt El Cuajilote är det ganska tätbefolkat, med 56 invånare per kvadratkilometer. Närmaste större samhälle är Rinconada, 5,8 km norr om El Cuajilote. Omgivningarna runt El Cuajilote är en mosaik av jordbruksmark och naturlig växtlighet.